# Hymenaphorura
Genre
Hymenaphorura est un genre de collemboles de la famille des Onychiuridae.

## Liste des espèces
Selon Checklist of the Collembola of the World (version du 22 septembre 2019) :
- Hymenaphorura alaskana Pomorski, 2001
- Hymenaphorura alpina (Stach, 1946)
- Hymenaphorura alticola (Bagnall, 1935)
- Hymenaphorura anatolii Pomorski, 2001
- Hymenaphorura arantiana Weiner & Stomp, 2001
- Hymenaphorura californica (Coleman, 1941)
- Hymenaphorura cocklei (Folsom, 1908)
- Hymenaphorura deca (Christiansen & Bellinger, 1980)
- Hymenaphorura dentifera (Stach, 1934)
- Hymenaphorura gamae Arbea & Jordana, 1994
- Hymenaphorura granulata Pomorski, 2001
- Hymenaphorura hispanica Pomorski, 1992
- Hymenaphorura improvisa Pomorski & Skarzynski, 2000
- Hymenaphorura inopinata Babenko, Potapov & Taskaeva, 2017
- Hymenaphorura ioni Busmachiu, Popa & Weiner, 2014
- Hymenaphorura jugoslavica (Gisin, 1963)
- Hymenaphorura liberta Pomorski, 1990
- Hymenaphorura maiteae Arbea & Jordana, 1994
- Hymenaphorura maoerensis Sun, 2014
- Hymenaphorura minuta Sun, 2014
- Hymenaphorura montana (Handschin, 1921)
- Hymenaphorura mystica Pomorski, 2001
- Hymenaphorura nearctica Pomorski, 2001
- Hymenaphorura nicolae Barra, 1998
- Hymenaphorura nova Pomorski, 1990
- Hymenaphorura palaearctica Pomorski, 2001
- Hymenaphorura parva Skarzynski & Pomorski, 1996
- Hymenaphorura polonica Pomorski, 1990
- Hymenaphorura pseudosibirica (Stach, 1954)
- Hymenaphorura rafalskii Weiner & Szeptycki, 1997
- Hymenaphorura reducta Pomorski, 2001
- Hymenaphorura reisingeri (Neuherz, 1979)
- Hymenaphorura ridibunda Pomorski, 2001
- Hymenaphorura sensitiva Pomorski, 2001
- Hymenaphorura sibirica (Tullberg, 1877)
- Hymenaphorura similis (Folsom, 1917)
- Hymenaphorura strasseri (Stach, 1934)
- Hymenaphorura submontana (Denis, 1926)
- Hymenaphorura subsimilis (Bagnall, 1948)
- Hymenaphorura superba Pomorski, 2001
- Hymenaphorura teretis Pomorski, 2001
- Hymenaphorura troglodytes Bagnall, 1948
- Hymenaphorura uzicensis Curcic, Lucic, Curcic & Curcic, 2005
- Hymenaphorura valdegranulata (Stach, 1954)
- Hymenaphorura wusuliensis Sun & Wu, 2011

## Publication originale
- Bagnall, 1948 : Contributions toward a knowledge of the Onychiuridae (Collembola-Onychiuroidea). I-IV. Annals and Magazine of Natural History, sér. 11, vol. 14, p. 631-642.